# Chybějící ženy v Číně
Chybějící ženy v Číně je široce známý fenomén poukazující na nedostatek ženské populace v důsledku vládní politiky a kulturních vlivů. Znevýhodnění žen v přežití dětství skrz celou Čínu, je odrazem dlouhodobé diskriminace na základě pohlaví. Preference mít syny vychází zejména z předpokladu, že dcera se provdá a stane se součástí manželovy rodiny, zatímco syn dále ponese rodinné příjmení, zabezpečí rodinu a bude se o své rodiče starat až budou staří. Politika jednoho dítěte, platná od roku 1979 do roku 2015, dále prohloubila přesvědčení, že pokud mají rodiče povoleno mít jen jedno dítě, měl by to být syn. Výsledkem této diskriminace a preference mužů je nedostatek žen a extrémně nevyvážený poměr pohlaví v populaci Číny.

## Příčiny
Příčinou vysokého rozdílu mezi pohlavími v Číně je kombinace silné preference synů, politiky jednoho dítěte, snadno dostupných potratů na základě pohlaví a diskriminace žen.

### Preference syna v čínské tradiční kultuře a historii
Preference synů přetrvává ve velké části Východní a Jižní Asie. Obzvláště silná je v kulturách, kde je zaveden přísně patrilineární a patrilokální příbuzenský systém. Muži dědí většinu majetku a zajišťují pokračování rodové linie, zatím co od žen je očekáváno, že se vdají a zajistí pokračování rodové linie svého manžela. Proto jsou ženy často vnímány jako ekonomická zátěž rodiny, jelikož rodiče musí investovat do někoho, kdo nakonec nebude členem jejich rodiny. Zatímco ženy po svatbě odcházejí žít s rodinou svého manžela, synové zůstávají se svými rodiči a očekává se od nich, že se o své rodiče budou ve stáří starat.
Ve stáří často stoupá moc a samostatnost žen v domácnosti. Margery Wolfová (1972) tvrdí, že ve stáří mají hlavní autoritu v čínské domácnosti ženy, zatímco muži jsou relativně vytěsněni na okraj společnosti. Tento nárůst v moci však závisí na tom, zda má žena podporu synů, což dále prohlubuje preferenci synů.
Uctívání předků v Číně dává další rozměr potřebě mít mužského potomka. Existuje komplikovaná a přesná představa o posmrtném životě a rituálech k uctívání předků, aby bylo zajištěno blaho zemřelých duší. Bez synů a vnuků, kteří by tyto rituály prováděli, je posmrtný život člověka nejistý.
Díky socioekonomickým zlepšením, modernizaci a lepšímu postavení žen ve společnosti preference synů, zvláště ve městských oblastech, postupně upadá. Ve venkovských oblastech a v některých přísně tradičních rodinách ale stále přetrvává a byla ještě upevněna politikou jednoho dítěte.

### Politika jednoho dítěte
Politika jednoho dítěte byla v Číně uplatňována od roku 1979 až do roku 2015. Cílem této politiky bylo omezit porody a vést rodiny, obzvláště v městských oblastech, aby měly pouze jedno dítě. Politika jednoho dítěte byla koncipována tak, aby omezovala populační růst v celé Číně s důrazem na limitování rodin. Díky přísným omezením velikosti rodiny a preferenci synů se dívky v Číně staly nežádoucími z důvodů, že připravily rodinu o možnost mít syna. Důsledkem bylo zvýšení nenahlášených narození žen, vraždění novorozenců, potratů na základě pohlaví a nedokumentovaných adopcí dívek. Tím výrazně přispěla k fenoménu chybějících žen v Číně.

## Dopady nedostatku žen

### Přebyteční muži
Od té doby, co se stalo dostupným určení pohlaví před porodem, vykazuje Čína velký přebytek mužů, kteří jsou dnes ve věku, kdy by se měli oženit. Tito muži zůstávají svobodní ve společnosti, kde uzavírání sňatku a vytvoření nové rodiny hraje velkou roli v sociálním postavení a přijetí ve společnosti. Někteří odborníci se obávají, že by to mohlo vést k marginalizaci těchto mužů. Život takových mužů může být vážně ovlivněn tím, jak na ně nahlíží společnost, a vést k pocitům osamělosti, neúspěchu a zbytečnosti a k náchylnosti k psychologickým problémům.

### Obchodování s lidmi
Potíže, se kterými se v dnešní době potýká mnoho mužů při hledání manželek, spolu s nedostatečnou ochranou ze strany Číny vede k obchodu s ženami a dívkami ze sousedních států. Jsou zdokumentovány případy například z Myanmaru, Kambodži, Severní Koreji, Pákistánu a Vietnamu.
Po dlouhá léta bylo pro Čínu snadné tento problém ignorovat. Prodávané ženy a dívky často náleží k etnickým nebo náboženským menšinám, pocházejí z chudých komunit nebo jsou, v případě Severní Koreje, na útěku před násilným režimem. Tyto ženy a dívky bývají obvykle podvedeny zprostředkovateli, kteří jim slibují dobře placené zaměstnání v Číně. Jakmile se dostanou do Číny, ocitnou se na pospas makléřům, kteří je prodávají čínským rodinám za zhruba 3 000 až 13 000 dolarů. Po zakoupení mohou být vězněny a nuceny k tomu, aby co nejrychleji porodily děti.

### Zintenzivnění prostituce
Jedním z problémů, které by mohly vycházet z velkého počtu přebytečných mužů. je expanze prostituce, včetně jejích méně přijatelných praktik, jako jsou nátlak nebo obchodování s lidmi. Přestože je prostituce v Číně nezákonná, dochází v posledních desetiletích k velkému nárůstu počtu prostitutek, aby byla uspokojena poptávka od svobodných mužů.

### Stárnoucí populace
Nedostatek žen vede ke snížení počtu novorozenců, což urychluje problém stárnoucí populace v Číně. Podle předpovědí na základě současného poměru pohlaví se bude podíl starší generace v Číně po dalších 30 let zvyšovat o přibližně 3 % ročně. V letech 2025 až 2030 by lidé nad 65 let mohli tvořit až 15 % čínské populace.